# Sabogal
En castellano el sabogal o la red sabogal es un tipo de red aplicada a la pesca de saboga de donde tomó el nombre. 
El apellido Sabogal, por otro lado, es de origen húngaro y proviene de la unión de los dos apellidos más comunes en Hungría, Sabo y Gal.
No se diferencia de las que en las Costas de Tortosa se llaman Tirs o Telas, con las cuales emprenden aquellos pescadores en el Ebro la misma pesquera.
Constan de dos piezas, cada una es de treinta y dos brazas, que unidas forman sus artes de pescar. La anchura no excede de dos brazas y la malla tiene el cuadrado de dos pulgadas y una y media a dos líneas.
Cuando los pescadores ven que estas redes se hallan bastante usadas, suelen calarlas en el mar destinándolas a la pesca de lenguados, rayas, xibias y otros varios peces.